# Мейдзін
Мейдзін або Мейджін (яп. 名人（めいじん)) — титул найсильнішого гравця в низці японських видів спорту, зокрема в го.
Слово «мейдзін» японською мовою означає «майстер»; дослівно — «видатна людина». В українській мові це слово вживається у вужчому значені, як спортивний термін.

## Го
Титул Мейдзіна є в сучасному японському го другий за призовим фондом після Кісея (яп. 棋聖, латиніз.: kisei «святий гравець»). За престижністю він поступається також титулу Хон'імбо. Змагання на титул Мейдзіна включають відбірковий турнір, лігу Мейдзіна і титульний матч до чотирьох перемог, в якому поточний Мейдзін намагається захистити своє звання, а переможець ліги — здобути його. Титульний матч відбувається щороку у вересні-жовтні.
Гравець, що виборює титул Мейдзіна п'ять разів поспіль отримує право на довічне звання Почесного Мейдзіна.

## Володарі титулу

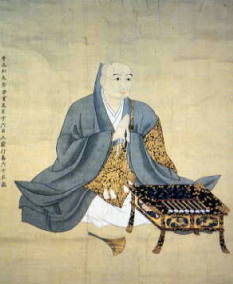
Хон'імбо Санса був визнаний першим Мейдзін го 1578 року.

### Історичні мейдзіни го
| #  | Гравець               | Роки      |
| -- | --------------------- | --------- |
| 1  | Хон'імбо Санса        | 1612-1623 |
| 2  | Іноуе Накамура Досекі | 1623-1630 |
| 3  | Ясуї Санті            | 1668-1676 |
| 4  | Хон'імбо Досаку       | 1677-1702 |
| 5  | Іноуе Досецу Інсекі   | 1708-1719 |
| 6  | Хон'імбо Доті         | 1721-1727 |
| 7  | Хон'імбо Сацуген      | 1767-1788 |
| 8  | Хон'імбо Дзьова       | 1831-1839 |
| 9  | Хон'імбо Сюей         | 1906-1907 |
| 10 | Хон'імбо Сюсай        | 1914-1940 |

### Український мейдзін
Титул Український мейдзін розігрується з 2005 року, замінивши собою турнір на звання Київського Хонімбо. Структура змагання схожа на японську. Відбіркові змагання визначають 9 гравців, які утворюють Лігу українського мейдзіна і в коловому турнірі виборюють право на титульний матч із поточним Українським мейдзіном. Тури відбуваються раз у місяць. В листопаді-грудні грається титульний матч до трьох перемог. Першим українським мейдзіном був гравець 6-го дану Дмитро Богацький. Йому щоразу вдавалося відстояти титул до 2008 року. У 2008 році титул мейдзіна перейшов до  гравця 5-го дану Богдана Жураковського, який переміг в титульному матчі з рахунком 3:2. Дмитро Богацький повернув собі титул у 2009, вигравши титульний матч 3:0. У 2010, 2011 та 2012 роках титул завойовував Артем Качановський.